# La valle dei templi
La valle dei templi è un album dei Perigeo pubblicato nel 1975.

## Tracce
Lato A
1. Tamale – 4:29 (Giovanni Tommaso)
2. La valle dei templi – 6:12 (Bruno Biriaco)
3. Looping – 3:03 (Franco D'Andrea)
4. Mistero della Firefly – 6:58 (Giovanni Tommaso)
5. Pensieri – 2:15 (Bruno Biriaco)

Lato B
1. Periblo – 5:04 (Giovanni Tommaso)
2. Eucalyptus/Alba di un mondo – 3:46 (Claudio Fasoli)
3. Cantilena – 3:55 (Franco D'Andrea)
4. 2000 e due notti – 5:35 (Giovanni Tommaso)
5. Un cerchio giallo – 4:30 (Tony Sidney)

Edizione CD del 1989, pubblicato dalla RCA Records (ND 71936)
1. Tamale – 4:29 (G. Tommaso)
2. La valle dei templi – 6:12 (B. Biriaco, F. D'Andrea, T. Sidney, G. Tommaso, C. Fasoli)
3. Looping – 3:03 (F. D'Andrea)
4. Mistero della Firefly – 5:56 (G. Tommaso)
5. Pensieri – 2:15 (B. Biriaco)
6. Periblo – 5:04 (G. Tommaso)
7. Eucalyptus – 0:58 (C. Fasoli)
8. Alba di un mondo – 2:53 (C. Fasoli)
9. Cantilena – 3:55 (F. D'Andrea)
10. 2000 e due notti – 5:35 (G. Tommaso)
11. Un cerchio giallo – 4:30 (T. Sidney)

## Musicisti
- Giovanni Tommaso - basso, contrabbasso, sintetizzatore, voce
- Claudio Fasoli - sassofono tenore, sassofono contralto, sassofono soprano
- Franco D'Andrea - pianoforte, pianoforte elettrico, sintetizzatore
- Tony Sidney - chitarra acustica, chitarra elettrica
- Bruno Biriaco - batteria, percussioni, pianoforte (brano: La valle dei templi)

Altri musicisti
- Tony Esposito - percussioni
- Rodolfo Grappa - tecnico del suono, missaggio